# Chkhorotsqu
Chkhorotsqu (in georgiano ჩხოროწყუ?) è un comune della Georgia, situato nella regione di Samegrelo-Zemo Svaneti.